# Francesc Josies de Saxònia-Coburg-Saalfeld
Francesc Josies de Saxònia-Coburg-Saalfeld (en alemany Franz Josias von Sachsen-Coburg-Saalfeld) (Saalfeld, 25 de setembre de 1697 - Rodach, 16 de setembre de 1764) era un noble alemany, fill del duc Joan Ernest IV (1658-1729) i de Carlota Joana de Waldeck-Wildungen
(1664-1699).
Des de ben jove, Francesc Josies va iniciar la seva carrera militar amb l'exèrcit Imperial. El 1719 havia lluitat a la batalla de Francavilla i va participar en el setge de Palerm i de Messina. El 1720 va ser a petició del seu pare, va tornar a Coburg. Va ser duc, compartit amb el seu germà Cristià Ernest, de Saxònia-Coburg-Saalfeld de 1729 fins a la seva mort. Però en morir sense descendència el seu germà, el 1745, es va convertir en l'únic duc de Coburg i de Saalfeld. Entre els anys 1750 i 1755, a més, va exercir de regent del ducat de Saxònia-Weimar en nom del jove duc  Ernest August II.

## Matrimoni i fills
El 2 de juliol de 1723 es va casar amb la princesa Anna Sofia de Schwarzburg-Rudolstadt (1700-1780), filla de Lluís Frederic I (1667-1718) i d'Anna Sofia de Saxònia-Gotha-Altenburg (1670-1728). El matrimoni va tenir vuit fills:
- Ernest Frederic (1724-1800), casat amb Sofia Antònia de Brunsvic-Wolfenbüttel (1724-1802).
- Joan Guillem (1726-1745)
- Anna Sofia (1727-1728)
- Cristià Francesc (1730-1797)
- Carlota Sofia (1731-1810), casada amb Lluís de Mecklenburg-Schwerin (1725-1778).
- Frederica Magdalena (1733-1734)
- Frederica Carolina(1735-1791), casada amb Cristià II Frederic de Brandenburg-Ansbach (1736-1806).
- Frederic (1737-1815), baró de Rohman, casat amb Teresa Stroffeck.